# ألفا روميو 159
ألفا روميو 159 (بالإنجليزية: Alfa Romeo 159)‏هي سيارة تنفيذية مدمجة تم إنتاجها من قبل شركة ألفا روميو الإيطالية.